# الدوري التشيلي لكرة القدم
الدوري التشيلي لكرة القدم (بالإسبانية:Chilean Primera División) ، هو دوري لكرة القدم يلعب فيه 18 فريقاً، أسس الدوري الكروي لكرة القدم في تشيلي عام 1933م، وفي حال حقق الدوري التشيلي لكرة القدم، يتأهل مباشرة لبطولة كأس ليبرتادوريس.

## الفرق الحالية
هناك 16 فريقا يلعبون في الدوري التشيلي، اعتبارا من موسم 2016–17.
| النادي                    | المدينة       | الملعب                      | السعة  |
| ------------------------- | ------------- | --------------------------- | ------ |
| أوداكس إيتاليانو          | سانتياغو      | بايسينتيناريو دي لا فلوريدا | 12.000 |
| كولو-كولو                 | سانتياغو      | دافيد أريانو الأثري         | 47.347 |
| كوريكو يونيدو             | كوريكو        | لا غرانجا                   | 8.000  |
| ديبورتيس أنتوفاغاستا      | أنتوفاغاستا   | إقليم دي انتوفاغاستا        | 21.178 |
| ديبورتيس إكيك             | ايكويكو       | البلدية كافانتشا            | 3.500  |
| ديبورتيس تيموكو           | تيموكو        | بلدية جيرمان بيكر           | 18.413 |
| إيفرتون                   | فينيا ديل مار | ساوساليتو                   | 22.360 |
| هوشيباتو                  | تالكاهوانو    | CAP                         | 10.500 |
| أوهيجينس                  | رانكاغوا      | آيل تنينتي                  | 13.849 |
| بالستينو                  | سانتياغو      | كيستيرنا البلدي             | 8.000  |
| سان لويس                  | كولوتا        | بلدية لوسيو فارينا          | 7.680  |
| سانتياغو واندررز          | فالبارايسو    | إلياس فيغيروا براندر        | 20.575 |
| يونيون إسبانيولا          | سانتياغو      | سانتاو غولاريوس             | 22.000 |
| أونيفرسيداد كاتوليكا      | سانتياغو      | سان كارلوس                  | 14.118 |
| أونيفرسيداد دي تشيلي      | سانتياغو      | خوليو الوطني                | 48.665 |
| أونفيرسيداد دي كونسيبسيون | كونثبثيون     | كونثبثيون البلدي            | 30.448 |

## سجل الأبطال
مصدر:
| النادي               | الفوز | الوصافة | سنوات الفوز | سنوات الوصافة |
| -------------------- | ----- | ------- | --- | --- |
| كولو-كولو            | 31    | 20      | 1937, 1939, 1941, 1944, 1947, 1953, 1956, 1960, 1963, 1970, 1972, 1979, 1981, 1983, 1986, 1989, 1990, 1991, 1993, 1996, 1997 أغلق، 1998, 2002 أغلق، 2006 أفتتح، 2006 أغلق، 2007 أفتتح، 2007 أفتتح، 2008 أغلق، 2009 أغلق، 2014 أغلق، 2015 أفتتح | 1933, 1943, 1952, 1954, 1955, 1958, 1959, 1966, 1973, 1982, 1987, 1992, 1997 أفتتح، 2003 أفتتح، 2003 أغلق، 2008 أفتتح، 2010, 2015 أغلق، 2016 أغلق، 2017 أغلق                                                     |
| أونيفرسيداد دي تشيلي | 18    | 8       | 1940, 1959, 1962, 1964, 1965, 1967, 1969, 1994, 1995, 1999, 2000, 2004 Apertura, 2009 Apertura, 2011 Apertura, 2011 Clausura, 2012 Apertura, 2014 Apertura, 2017 Clausura                                                                      | 1957, 1961, 1963, 1971, 1980, 1998, 2005 Clausura, 2006 Apertura |
| أونيفرسيداد كاتوليكا | 12    | 21      | 1949, 1954, 1961, 1966, 1984, 1987, 1997 Apertura, 2002 Apertura, 2005 Clausura, 2010, 2016 Clausura, 2016 Apertura | 1962, 1964, 1965, 1967, 1968, 1989, 1990, 1994, 1995, 1996, 1997 Clausura, 1999, 2001, 2002 Clausura, 2007 Apertura, 2009 Clausura, 2011 Apertura, 2013 Transición, 2013 Apertura, 2014 Clausura, 2015 Apertura, |
| كوبريلوا             | 8     | 8       | 1980, 1982, 1985, 1988, 1992, 2003 Apertura, 2003 Clausura, 2004 Clausura | 1978, 1979, 1981, 1983, 1993, 2000, 2004 Apertura, 2011 Clausura |
| يونيون إسبانيولا     | 7     | 9       | 1943, 1951, 1973, 1975, 1977, 2005 Apertura, 2013 Transición | 1945, 1948, 1950, 1970, 1972, 1976, 2004 Clausura, 2009 Apertura, 2012 Clausura |
| أوداكس إيتاليانو     | 4     | 8       | 1936, 1946, 1948, 1957 | 1934, 1935, 1938, 1940, 1944, 1947, 1951, 2006 Clausura |
| ماغالانس             | 4     | 4       | 1933, 1934, 1935, 1938 | 1936, 1937, 1942, 1946 |
| إيفرتون              | 4     | 2       | 1950, 1952, 1976, 2008 Apertura | 1977, 1985 |
| سانتياغو واندررز     | 3     | 4       | 1958, 1968, 2001 | 1949, 1956, 1960, 2014 Apertura |
| بالستينو             | 2     | 4       | 1955, 1978 | 1953, 1974, 1986, 2008 Clausura |
| هوشيباتو             | 2     | 0       | 1974, 2012 Clausura | — |
| سانتياغو مورنينغ     | 1     | 2       | 1942 | 1939, 1941 |
| كوبريسال             | 1     | 2       | 2015 Clausura | 1984, 1988 |
| أوهيجينس             | 1     | 1       | 2013 Apertura | 2012 Apertura |
| غرين كروس            | 1     | 0       | 1945 | — |
| يونيون سان فيليب     | 1     | 0       | 1971 | — |

## وصلات خارجية
- ANFP.cl
- Chile national champions at مؤسسة إحصاءات وثيقة لرياضة كرة القدم
- Web de Noticias y de Hinchas
- El mejor foro de futbol chileno